# Amite (rivière)
La rivière Amite est un cours d'eau des États-Unis, situé dans les États de la Louisiane et du Mississippi. 

## Géographie
La rivière Amite prend sa source par le biais de deux branches distinctes situées au Sud de l'État du Mississippi; l'une dans le comté d'Amite (West Fork Amite River) et l'autre dans le comté de Lincoln (East Fork Amite River). La rivière Amite se dirige  vers le Sud en direction de l'État de la Louisiane. Elle s'écoule à l'Est de l'agglomération de Baton Rouge où elle reçoit les eaux de la rivière Comité et du bayou Manchac.
Après un parcours de 188 km de long, la rivière Amite se jette dans le lac Maurepas. Seuls les soixante derniers kilomètres de la rivière Amite sont navigables.

## Histoire
La rivière porte le nom d'Amite, déformation de mot français amitié qui prévalait lors de la colonisation française de l'Amérique et l'exploration du vaste territoire de la Louisiane française, mais on avance également l'hypothèse d'une origine amérindienne d'Amite signifiant, en langue Choctaw, fourmi rouge. Un des affluents de la rivière Amitié (Amite River) se nomme rivière Comité (Comite River).